# Juzuru Hiraga
Juzuru Hiraga (japonsky: 平賀 譲, Hiraga Juzuru; 8. března 1878 – 17. února 1943) byl důstojník-konstruktér japonského císařského námořnictva, doktor v oboru inženýrství, děkan strojírenské fakulty Tokijské císařské univerzity a jeden ze zakladatelů Kóa kógjó daigaku (budoucí Čiba kógjó daigaku – Čibský technický institut). Od roku 1909 se podílel na návrhu (Fusó, Jamaširo, Hiei) či přímo navrhl (Nagato, Kaga, Amagi, Júbari, Furutaka, Aoba, Mjókó a Rjúdžó) několik lodních konstrukcích pro japonské císařské námořnictvo. Posmrtně mu byl udělen titul danšaku.

## Vyznamenání
- Řád posvátného pokladu IV. třídy – 28. listopadu 1913
- Řád vycházejícího slunce III. třídy – 7. listopadu 1920
- Řád vycházejícího slunce I. třídy in memoriam